# ×Brassolaeliocattleya
×Brassolaeliocattleya (Брассолелиокаттлея) — гибридный род семейства Орхидные.
Образован путём скрещивания растений из трех родов относящихся к подсемейству Эпидендровые: 

× Brassolaeliocattleya = Brassavola × Cattleya × Laelia.
Род популярен в комнатном и оранжерейном цветоводстве, широко представлен в ботанических садах.
Аббревиатура названия рода — Blc.
Род не имеет устоявшегося русского названия, в русскоязычных источниках обычно используется научное название Brassolaeliocattleya или его аббревиатура Blc.

## Систематика
Состав рода неоднократно пересматривался, поскольку виды, участвующие в гибридизации были перенесены из одного рода в другой. Так, участвовавший во многих скрещиваниях вид Brassavola digbyana со временем стал назваться Rhyncholaelia digbyana, что привело к переносу всех растений, в чьих предках встречался этот вид из рода ×Brassolaeliocattleya, в род ×Rhyncholaeliocattleya.
Многие грексы, относившиеся к роду ×Brassolaeliocattleya, после переноса нескольких видов рода Laelia в род Sophronitis в 2000 году причислены к роду ×Brassosophrolaeliocattleya.
У некоторых грексов со временем поменялись не один, а несколько родовых названий предков. Так, широко распространенный грекс Brassolaeliocattleya Ports of Paradise в настоящее время называется Rhynchosophrocattleya Ports of Paradise.

## Морфологическое описание
Симподиальные растения средних или крупных размеров.
Псевдобульбы хорошо выраженные, удлинённой формы.
Листья ланцетовидные.
Цветоносы одно или многоцветковые.
Цветки до 20 см в диаметре, разнообразны по форме и окраске.

## В культуре
Температурная группа — умеренная или тёплая.
Посадка в корзинку для эпифитов, пластиковый или керамический горшок.
Субстрат — смесь сосновой коры средней фракции (кусочки от 0,5 до 1,0 см), перлита и торфа. Субстрат после полива должен полностью просыхать.
Относительная влажность воздуха 40-80 %.
У многих грексов ярко выраженный период покоя. При не соблюдении которого растения не цветут.
Растения светолюбивы, активно цветут только при наличии яркого солнечного света. В условиях квартир культивируют на окнах южной ориентации.